# Yulia Tsvetkova
Yulia Tsvetkova (en ruso: Юлия Цветкова, Rusia, Komsomolsk del Amur, 23 de mayo de 1993) es una artista y feminista rusa, ganadora del premio 2020 Index on Censorship Freedom of Expression Awards Arts. 

## Reseña biográfica
Declarada presa política por la asociación "Memorial" 
Según los defensores de los derechos humanos de Memorial, el enjuiciamiento penal contra ella está relacionado con su posición pública y la importancia de su figura en el movimiento feminista.  
Es la organizadora del festival de arte activista "Flor de Azafrán", la creadora del proyecto de desestigmatización del cuerpo femenino "Mujer no muñeca", la directora del teatro juvenil "Merak".
Fue denunciada por la producción y tráfico ilegal de material pornográfico a través de Internet, la Fiscalía solicitó para ella la pena de cárcel de entre 2 y 6 años por la administración de una página web feminista "Monólogos de la Vagina" igualando el contenido de esta página feminista al contenido pornográfico.
Está bajo del arresto domiciliario desde el 22 de noviembre de 2019.
La investigación en su contra fue iniciada el 24 de octubre de 2019 tras la denuncia del famoso activista del "yihad moral" Timur Bulatov.
El 13 de diciembre de 2019, mientras estaba bajo arresto domiciliario, Yulia Tsvetkova fue declarada culpable de cometer un delito administrativo de promoción de las relaciones sexuales no tradicionales entre menores a través de Internet según la “ley homófoba” y fue condenada a una multa de 50.000 rublos por publicar en la red contenido sobre los derechos del colectivo LGTB.  
El 17 de enero de 2020 Yulia fue informada sobre un nuevo cargo dentro de la misma denuncia por su dibujo con el texto "La familia es donde está el amor. Apoyo a las familias LGTB+". El 10 de julio declarada culpable y fue condenada a una multa de 75.000 rublos.
El 24 de febrero de 2020 Tsvetkova informó a sus amigos y seguidores en las redes sociales sobre las amenazas y extorsiones por parte del grupo extremista homofóbico "la Sierra" ("Пила").
El 26 de febrero de 2020 Tsvetkova hizo una reclamación contra el Comité de Investigación en relación con la restricción ilegítima de su derecho a recibir atención médica durante el arresto domiciliario.  
El 2 de marzo de 2020 la policía informó sobre una nueva denuncia de Bulatov contra la madre de Yulia - Anna Khodyreva, donde la acusaba de la propaganda de valores no convencionales. 
El 16 de abril de 2020 Yulia Tsvetkova recibió el premio internacional "Índice de Censura" en la categoría "Arte", convirtiéndose en la segunda mujer rusa en recibir el premio, después de  Anna Politkovskaya.
El 27 de junio de 2020 más de 30 activistas fueron detenidas después de las protestas  en apoyo de Yulia Tsvetkova en Moscú.
El 7 de julio de 2020 se abrió el tercer cargo administrativo contra Tsvetkova bajo la ley rusa contra la propaganda.
El 1 de mayo de 2021, Yulia Tsvetkova inició una huelga de hambre para exigir que no se retrase el juicio, que se abra el tribunal al público y que se admita un defensor de oficio.